# Мінука (Іллінойс)
Мінука (англ. Minooka) — селище (англ. village) в США, в округах Ґранді, Кендалл і Вілл штату Іллінойс. Населення — 12 758 осіб (2020).

## Географія
Мінука розташована за координатами 41°27′4″ пн. ш. 88°16′46″ зх. д. / 41.45111° пн. ш. 88.27944° зх. д. (41.451002, -88.279504).  За даними Бюро перепису населення США в 2010 році селище мало площу 24,68 км², з яких 24,48 км² — суходіл та 0,20 км² — водойми.

## Демографія
Згідно з переписом 2010 року, у селищі мешкали 10 924 особи в 3485 домогосподарствах у складі 2884 родин. Густота населення становила 443 особи/км².  Було 3695 помешкань (150/км²).
Расовий склад населення:
| - 89,1 % — білих - 3,2 % — чорних або афроамериканців - 1,2 % — азіатів - 0,2 % — корінних американців - 4,1 % — осіб інших рас |

До двох чи більше рас належало 2,2 %. Частка іспаномовних становила 12,7 % від усіх жителів.
За віковим діапазоном населення розподілялося таким чином: 33,8 % — особи молодші 18 років, 61,4 % — особи у віці 18—64 років, 4,8 % — особи у віці 65 років та старші. Медіана віку мешканця становила 31,3 року. На 100 осіб жіночої статі у селищі припадало 97,3 чоловіків;  на 100 жінок у віці від 18 років та старших — 96,0 чоловіків також старших 18 років.
Середній дохід на одне домашнє господарство  становив 94 320 доларів США (медіана — 80 810), а середній дохід на одну сім'ю — 101 966 доларів (медіана — 86 361). Медіана доходів становила 57 356 доларів для чоловіків та 50 778 доларів для жінок. За межею бідності перебувало 5,1 % осіб, у тому числі 8,2 % дітей у віці до 18 років та 5,5 % осіб у віці 65 років та старших.
Цивільне працевлаштоване населення становило 5656 осіб. Основні галузі зайнятості: освіта, охорона здоров'я та соціальна допомога — 24,1 %, науковці, спеціалісти, менеджери — 13,1 %, мистецтво, розваги та відпочинок — 12,2 %.